# Resolutie 1088 Veiligheidsraad Verenigde Naties
Resolutie 1088 van de Veiligheidsraad van de Verenigde Naties werd unaniem door de VN-Veiligheidsraad aangenomen op 12 december 1996.

## Achtergrond
In 1980 overleed de Joegoslavische leider Tito, die decennialang de bindende kracht was geweest tussen de zes deelstaten van het land. Na zijn dood kende het nationalisme een sterke opmars, en in 1991 verklaarden verschillende deelstaten zich onafhankelijk. Zo ook Bosnië en Herzegovina, waar in 1992 een burgeroorlog ontstond tussen de Bosniakken, Kroaten en Serviërs. Deze oorlog, waarbij etnische zuiveringen plaatsvonden, ging door tot in 1995 vrede werd gesloten.

## Inhoud

### Waarnemingen
Op een conferentie over Bosnië en Herzegovina was een actieplan opgesteld om het vredesproces te consolideren. Ook hadden in Bosnië en Herzegovina verkiezingen plaatsgevonden en werden in overeenstemming met de grondwet gezamenlijke instellingen opgericht. Ook Kroatië en Servië en Montenegro speelden een belangrijke rol in die successen.

### Handelingen

#### I
De Veiligheidsraad verwelkomde dat alle opvolgersstaten van ex-Joegoslavië elkaar hadden erkend, en benadrukte het belang van een volledige normalisatie van hun onderlinge betrekkingen; onder meer door diplomatieke betrekkingen aan te knopen. Verder was wapencontrole van belang in de regio.

#### II
De Veiligheidsraad autoriseerde de lidstaten om gedurende achttien maanden de multinationale stabilisatiemacht SFOR in te zetten als opvolger van IFOR, en onder één gezamenlijk commando. Zij mochten alle nodige maatregelen nemen om de naleving van Annex 1-A van het vredesakkoord af te dwingen of zich te verdedigen tegen aanvallen of dreigingen. Verder vroeg Bosnië en Herzegovina een verlenging van de VN-politiemacht UNIPTF, die deel uitmaakte van de VN-missie UNMIBH.

#### III
Het mandaat van UNMIBH werd verlengd tot 21 december 1997. De Veiligheidsraad vroeg dat alle missies zo veel mogelijk samenwerkten.

## Verwante resoluties
- Resolutie 1079 Veiligheidsraad Verenigde Naties
- Resolutie 1082 Veiligheidsraad Verenigde Naties
- Resolutie 1093 Veiligheidsraad Verenigde Naties (1997)
- Resolutie 1103 Veiligheidsraad Verenigde Naties (1997)

Lijst ·  1036 ·  1037 ·  1038 ·  1039 ·  1040 ·  1041 ·  1042 ·  1043 ·  1044 ·  1045 ·  1046 ·  1047 ·  1048 ·  1049 ·  1050 ·  1051 ·  1052 ·  1053 ·  1054 ·  1055 ·  1056 ·  1057 ·  1058 ·  1059 ·  1060 ·  1061 ·  1062 ·  1063 ·  1064 ·  1065 ·  1066 ·  1067 ·  1068 ·  1069 ·  1070 ·  1071 ·  1072 ·  1073 ·  1074 ·  1075 ·  1076 ·  1077 ·  1078 ·  1079 ·  1080 ·  1081 ·  1082 ·  1083 ·  1084 ·  1085 ·  1086 ·  1087 ·  1088 ·  1089 ·  1090 ·  1091 ·  1092